# Governació de Jericó
La Governació de Jericó (àrab: محافظة أريحا, Muḥāfaẓat Arīḥā; hebreu: נפת יריחו, Nafat Yeriḥo‎) és una de les 16 governacions de l'Estat de Palestina (districtes administratius) dins dels Territoris Palestins. Es troba a la zona oriental de Cisjordània, al llarg del nord del mar Mort i en la part sud de la vall del riu Jordà fronterer amb Jordània. La Governació s'estén cap a les muntanyes de l'oest, a l'est de la governació de Ramal·lah i al-Bireh i de la governació de Nablus, i al nord-oest de la governació de Jerusalem, incloent l'extrem nord del desert de Judea.
La població de la Governació de Jericó s'estima en 31.501 habitants, inclosos uns 6.000 refugiats palestins repartits en dos camps de refugiats.
L'agricultura és important per a l'economia de la governació, especialment a la vall, prop de Jericó, la seva capital. Jericó és sovint considerat el més antic assentament permanent al món (vegeu Tell es-Sultan); els seus molts llocs històrics i arqueològics atreuen a nombrosos turistes a la zona.
El Parc d'Elishia és un paisatge d'oasi situat en el terme municipal de Jericó. Està organitzat al voltant de la deu que li dona el seu nom (també anomenada Font de l'Eliseu i d'Ein el Sultan), i alberga horts d'arbres cítrics, palmeres de dàtils i plataners, així com tota una flora d'essències tropicals.
El 7 de novembre de 1927, un terratrèmol de gran magnitud amb epicentre prop de la Gran Vall del Rift, va matar a 350 persones i va causar danys importants en la Palestina sota Mandat Britànic.

## Localitats

### Ciutats
- Jericó

### Municipis
- al-Auja
- al-Jiftlik

### Viles
- Fasayil
- an-Nuway'imah
- Ein ad-Duyuk at-Tahta
- Ein ad-Duyuk al-Foqa
- az-Zubaidat

### Camps de refugiats
- Aqabat Jaber
- Ein as-Sultan